# 新声社
株式会社新声社（しんせいしゃ）は、日本にかつて存在した出版社。1999年に経営破綻した。

## 概要
新声社は1971年に設立。元は学習参考書の出版社だったが、1986年にアーケードゲーム専門誌『ゲーメスト』を創刊して以降は、主にゲーム関連書籍の出版社としてゲームプレイヤーに認知されることとなった。その後対戦格闘ゲームブームに乗って部数を伸ばし、『コミックゲーメスト』を始めとする雑誌・書籍の発行、ゲームキャラクターグッズ専門店「マルゲ屋」などを展開、自社ビルには直営ゲームセンターも構えるなど多角経営にも乗り出した。
しかし、多角経営の行き詰まりと放漫経営が原因で資金繰りに窮し、1999年9月6日事業を停止。その後自己破産を申請して倒産。最終的には、赤字と融資引き上げにより神田神保町に建設した自社ビル・新声社ビルの建設費用が支払い不能に陥ったものと推定されている。負債総額は新声社、株式会社マルゲ屋（小売子会社）、株式会社新声パブリッシング（企画子会社）の3社合計で約25億円。
新声社ビルの跡地は現在は貸しビルとなっている。

## 倒産に至るまでの経緯
『ゲーメスト』では、ゲーム攻略記事等の作成・編集の全てを自社内で行っていたことから、編集部は全盛期には50人以上の攻略ライターを擁する、業界内でも一定の存在感を持つ集団だった。黎明期から全国トップクラスのハイスコアラー達が編集部に多数出入りしていたため、創刊当初から攻略記事の内容の質はそれなりに高く、アーケードゲーマーには注目されていた。『ゲーメスト』自体がそもそもアーケードゲーマーのサークルによる同人誌を前身としており、創刊メンバーは文章力・構成力・攻略力も充分備えていた。特に対戦格闘ゲームのブームの火付け役となった『ストリートファイターII』が登場した際に、すぐさま徹底した攻略を行った唯一の雑誌ということもあって、1991年から大幅に販売部数を伸ばすことに成功した。最盛期となる1996年3月期で42億8600万円の売り上げを計上し、その勢いで1996年10月には本社ビルを建設するに至った。
しかし、社長や専務から部長に至るまで、経営陣や管理職が全て一族で占められている典型的な同族企業で、経営や時代に対する読みの甘さが放漫経営に繋がり、流行の盛衰を完全に見誤ったと推測されている。また、初期を支えた元VG2メンバーが次々に新声社を去ってしまい、代わって中途から編集部員になった者は「攻略記事どころか、そもそも文章を碌に書いたことのない、対戦格闘ゲーマー上がりのただのゲーム好き」が多く、攻略記事の質を下げていた（特に対戦格闘ゲーム以外の攻略記事については顕著で、当時編集長の石井ぜんじの著書『石井ぜんじを右に! 〜元ゲーメスト編集長コラム集〜』の中でも、かなり検閲されているが、記事の質の低下を嘆いている記述が存在する）。反面、新しくブームになったプライズマシンや音ゲーなどについては消極的で、全く載っていないか、載っていても精々1 - 2ページ程度で密度も薄い記事ということがほとんどであった。
1990年代半ばには各雑誌を従来の書店販売のみからコンビニエンスストア販売へと拡大したが、ノウハウの無いコンビニエンスストアでの販売量の予測を見誤りトータルの返品率が急上昇し、かえって出版事業の利益率を押し下げたことも倒産の要因とされている。その年一番読者人気があったゲームを投票で選ぶ賞である「ゲーメスト大賞」の発表にて、肝心の受賞ゲームのタイトルを間違えた読み方のまま社長がスピーチしてしまったこともあるなど、そもそも経営中枢のゲーム業界に対する認識について乏しい一面があった。多角経営の一環で行っていたゲームキャラクターグッズ販売店「マルゲ屋」も、当時飛ぶ鳥を落とす勢いだった「コスパ」や「ゲーマーズ」との提携話を断るなど、本業でもサイドビジネスでも連携の選択肢を捨ててしまった。マルゲ屋の源流となった読者サービス部も、読者向けプレゼントを半年以上送付せずに放置するなど、石井ぜんじに「会社としての体をなしていない」とまで酷評される体たらくだった。
その結果、1998年3月期で27億2600万円に売り上げが急減し赤字に転落する。翌1999年3月期は新刊発行等の効果もあり、売り上げは27億1300万円と横ばいながらも黒字に回復したが、その後の売り上げの不振と、自社ビル建設の金利負担がのしかかる結果となり、同年春には100人ほど在籍した社員を半数以上整理解雇したものの、9月に自己破産に至った。子会社2社も連鎖して倒産した。
倒産に伴い、当時の編集者やゲームライターの大半は他社へ移籍、特にエンターブレインへの移籍者は多い。後に同社が創刊したアーケードゲーム専門誌『アルカディア』の初期は、『ゲーメスト』などの旧新声社雑誌の特徴を色濃く残した誌面作りがなされていた。
また、新声社倒産の影響を受けたものの1つとして、アダルトゲームブランドのアボガドパワーズこと有限会社スケアクロウがある。同社は『終末の過ごし方 -The world is drawing to an W/end-』の原画集を新声社から発売したものの、その直後に新声社が倒産したため印税が入らなくなってしまった。創業以来数々の不運に見舞われ続けた当時の同社にとっては経営難に追い打ちを掛けたという。このエピソードは、当時、アボガドパワーズの代表だった浦和雄が自社公式サイト内で自らネタにしていた。

## 雑誌・ムック
- ゲーメスト - アーケードゲーム情報誌
  - ゲーメストワールド - 投稿雑誌
  - コミックゲーメスト - 漫画雑誌
  - ゲーメストEX - 家庭用ゲーム情報誌、後に以下の2誌へ分裂
    - ゲームNAVI - 一般ゲーム情報誌
    - プリティファン - ギャルゲー情報誌
- X-MARKET - 個人売買情報誌
- デジタルミント - アダルトゲーム情報誌
- ダフネ - 年配者向け一般雑誌、5号で廃刊

## 書籍
学習参考書
- 快法マークシート・シリーズ
  - 『快法マークシート国語』（津田秀樹）
  - 『マークシート国語はこう解け』（津田秀樹）

デジタルミントノベルズ
ジュブナイルポルノ系のオリジナル作品を刊行。
- 『赤と黒のアイドル』（水島裕子）
- 『性紀末BOYS白書 イケてる青春H物語』（花園乱）
- 『エスパーミュウ 超おサワがせ学園』（司悠司）

## ゲーム
- スコルピウス（X68000用横スクロールシューティングゲーム、1991年発売）

## 提供していた番組
ラジオ番組
- 國府田マリ子のGAME MUSIUM（ラジオ大阪他）マルゲ屋としての提供
- 小森まなみの素敵にLOVE FOR YOU（文化放送他、1997-1998年）
- 松本梨香のゲーマーズナイト（1995年、TBSラジオ）